# Bisdom Suchitepéquez-Retalhuleu
Het bisdom Suchitepéquez-Retalhuleu (Latijn: Dioecesis Suchitepequensis-Retalhulensis) is een rooms-katholiek bisdom met als zetel Mazatenango, in Guatemala. Het omvat de departementen Suchitepéquez en Retalhuleu. Het bisdom is suffragaan aan het aartsbisdom Los Altos Quetzaltenango-Totonicapán. 

## Geschiedenis
Het bisdom werd opgericht op 31 december 1996, uit delen van het aartsbisdom Los Altos Quetzaltenango-Totonicapán en het bisdom Sololá, en was suffragaan aan het aartsbisdom Guatemala. Op 25 november 1998 veranderde het van kerkprovincie en werd suffragaan aan het aartsbisdom Los Altos Quetzaltenango-Totonicapán.

## Parochies
Het bisdom had in 2022 een oppervlakte van 4.336 km2 en telde 929.770 inwoners waarvan 65,0% rooms-katholiek was.

## Bisschoppen
- Pablo Vizcaino Prado (31 december 1996 - heden)